# Augustin Lehmann
Augustin Lehmann ou Lemann (1836 - 1909) foi um padre católico francês. Criado em uma rica família judia Asquenaze em Lyon, ele se converteu ao catolicismo ao 18 anos de idade e foi ordenado sacerdote ao 24.

## Biografia
Achille Lehmann (futuro Augustin) e seu irmão gêmeo Édouard (futuro Joseph) nasceram em 18 de fevereiro de 1836 em Dijon. Órfãos primitivos, foram criados por tios e tias em uma rica família judia da aristocracia de Lyon.

### Conversão e ordenação
Em 29 de abril de 1854, então com 18 anos, Édouard e Achille foram batizados na Igreja Católica, sem o conhecimento de suas famílias, e levaram os nomes de Joseph e Augustin. A descoberta de sua conversão cria uma grande agitação em sua família e na comunidade judaica local, que pressionam os rapazes a renunciarem a sua nova fé. As injunções do rabino, as ameaças dos tios e as lágrimas das tias não fazem nada, os dois irmãos permanecem firmes: "Somos cristãos! Nós permaneceremos cristãos!".
Os dois irmãos foram ordenados sacerdotes em 1860.

## Vida pastoral
Augustin é professor das faculdades católicas de Lyon.
Perto do Papa Pio IX, os dois irmãos participaram do Primeiro Concílio Ecumênico do Vaticano e escreveram um Postulatum.
Em 1892, eles fundaram o Mosteiro de Nossa Senhora do Monte Carmelo em Haifa para os carmelitas, mas também vários orfanatos e escolas.
Os dois irmãos foram feitos cânones honorários da Primatiale de Lyon em 1894, cânones honorários das catedrais de Beauvais, Bourges, Langres e Reims. Em 1899, eles ainda eram feitos cânones honorários de Montpellier.
Em 18 de abril de 1908 o cardeal Coullié, arcebispo de Lyon, informa-os da chegada das cartas papais do papa Pio X, que lhes conferem a dignidade dos prelados domésticos de Sua Santidade, também conhecidos como prelados romanos, que lhes conferem o título de Monsenhor. Os dois Brefs que conferem a cada prelatura (Te Antistitem Urbanum seu Domus Pontificalis Praesulem facimus), assinados pelo Cardeal Merry del Val, são datados de 7 de abril de 1908 .

## Publicações
Assinado pelos dois irmãos Lehmann
- Une très ancienne prophétie
- Valeur de l'assemblée qui prononça la peine de mort contre Jésus-Christ, Poussièlge frères, 1876
- La cause des restes d'Israël introduite au concile œcuménique du Vatican, 1912

Assinado por Augustin Lehmann
- L'antéchrist, Emmanuel Vitte, 1905
- L'avenir de Jérusalem
- Les étapes d'une nation qui meurt, Victor Lecoffre, 1885
- Dieu a fait la France guérissable, Victor Lecoffre, 1884
- La police autour de la personne de Jésus-Christ, Victor Lecoffre, 1895
- L'avenir de Jérusalem, 1901
- Un fléau plus redoutable que la guerre, la peste, la famine, 1907
- Une très ancienne prophétie, Victor Lecoffre, 1885
- Dénouement de la persécution, Ancienne Maison Briday, 1886
- Satan contre Jésus, Texte en ligne